# Зоуи, Рэйчел
Рэйчел Зоуи Розенцвейг (англ. Rachel Zoe Rosenzweig; род. 1 сентября 1971, Нью-Йорк, Нью-Йорк) — американский стилист, дизайнер и писательница.
Рэйчел — одна из самых востребованных стилистов в Голливуде. Среди её клиенток такие знаменитости, как Кэмерон Диас, Линдси Лохан, Миша Бартон, Николь Ричи, Ева Мендес, Энн Хэтэуэй, Кира Найтли и многие другие. Рэйчел Зоуи — автор книги о стиле и моде, дизайнер линии модной одежды и аксессуаров, которая будет запущена в ближайшее время, и редактор недавно запущенного собственного сайта модных советов.

## Биография
Рэйчел Зоуи родилась в Нью-Йорке, в семье коллекционеров произведений искусства — Рона и Лесли Розенцвейг (Ron and Leslie Rosenzweig). У Рэйчел есть сестра — Памела Розенцвейг (Pamela Rosenzweig). Рэйчел окончила школу Милберн в Нью-Джерси (Millburn High School). Позже она уехала изучать социологию в Университет Джорджа Вашингтона, где встретила своего будущего мужа — банкира, Роджера Бермана. После окончания университета Рэйчел вернулась в Нью-Йорк и начала работать с журналами: Готхэм и ЯМ (Gotham and YM).

## Личная жизнь
С 1998 по 2024 год Зоуи была замужем за банкиром Роджером Берманом. У бывших супругов есть два сына: Скайлер Моррисон Берман (род. 24 марта 2011) и Кайус Джаггер Берман (род. 22 ноября 2013).

## Избранная фильмография
| Год  |   | Русское название | Оригинальное название | Роль              |
| ---- | - | ---------------- | --------------------- | ----------------- |
| 2010 | с | Сплетница        | Gossip Girl           | в роли самой себя |